# Gadsden (Alabama)
Gadsden város az USA Alabama államában, Etowah megyében, melynek megyeszékhelye is. Lakosainak száma 33 945 fő (2020).

## Népesség
A település népességének változása:
| Lakosok száma | 38 978 | 36 856 | 33 945 |
|               | 2000   | 2010   | 2020   |